# Маттиас и Максим
«Маттиас и Максим» (фр. Matthias & Maxime) — канадский драматический фильм режиссёра и сценариста Ксавье Долана, вышедший в 2019 году. Мировая премьера состоялась на Каннском кинофестивале 22 мая 2019 года.

## Сюжет
Главные герои – друзья детства. За многие годы их дружба очень окрепла, хотя оба хотят от жизни разного. Первый вот-вот станет юристом в успешной компании и наконец-то женится. Второй, устав от постоянных провалов, планирует отъезд в далекую Австралию, чтобы начать жизнь с чистого листа. На очередной вечеринке их просят сыграть целующуюся пару для студенческого фильма. Друзья соглашаются, а наутро понимают, что их связывает нечто большее, чем дружба, и жить по-прежнему не получится.

## Актёрский состав
- Ксавье Долан — Максим
- Габриэль Д’Альмейда Фрейтас — Маттиас
- Пьер-Люк Фанк — Риветт
- Антуан Пилон — Брасс
- Самюэль Готье — Франк
- Адиб Алькади — Шарифф
- Катрин Брюне — Лиза
- Мэрилин Кастонгуэй — Сара
- Мишлин Бернард — Франсин
- Анн Дорваль — Манон
- Харрис Дикинсон — Макэфи

## Производство
В январе 2018 года было объявлено, что Долан займётся режиссурой и продюсированием фильма по собственному сценарию, в котором также исполнит ведущую роль совместно с Анн Дорваль. В августе 2018 года к актёрскому составу присоединились Пьер-Люк Фанк и Мишлин Бернард.

### Съёмочный процесс
Съёмки фильма начались 15 августа 2018 года в провинции Квебек, Канада.